# Itäsaaret
Itäsaaret (suédois : Östra holmarna, en français : Iles de l'est) est un archipel de la mer Baltique. Itäsaaret est une section du quartier de Ulkosaaret et fait partie du district de Laajasalo à Helsinki en Finlande. 

## Description
La section Itäsaaret (en finnois : Ulkosaarten kaupunginosa) a une superficie de 1,16 km2, elle a 16 habitants (1.1.2010) et elle n'offre aucun emplois (31.12.2008).